# Buriolestes
Buriolestes – rodzaj wymarłego dinozaura, prymitywnego zauropodomorfa.
Skamieniałości nieznanych zwierząt znaleziono w Brazylii, w São João do Polêsine-RS. Spoczywały na stoku wąwozu Buriol, w miejscu o współrzędnych geograficznych 29°39′30,78″S i 53°26′08,97″W. Budujące go skały wchodzą w skład basenu sedymentacyjnego Paraná, sekwencji Candelária, formacji Santa Maria i ogniwa Alemoa. Powstały w epoce triasu późnego, ich wiek określono jako karnik. Warstwę wyznacza zbiorowisko Hyperodapedon.
Znalezione szczątki okazały się pozostałościami dwóch różnych zwierząt zaliczanych do różnych grup. Te mniejsze pozostawił po sobie blisko spokrewniony z dinozaurami przedstawiciel rodziny Lagerpetidae, którego nazwano Ixalerpeton. Większe należały do dinozaura. Skatalogowane jako ULBRA-PVT280, obejmowały niekompletną czaszkę i liczne kręgi, pozbawioną dystalnego odcinka kończynę górną wraz z łopatką, obręcz miedniczą z brakami kości łonowych i prawie kompletną kończynę dolną. To właśnie w szkielecie tej ostatniej wskazano cechy odróżniające go od innych taksonów. Jako autapomorfię Cabreira i inni podali ogonowy wyrostek kłykcia przyśrodkowego kości piszczelowej.
Dzięki temu Cabreira i inni opisali nowy rodzaj dinozaura z grupy zauropodomorfów, nadając mu nazwę Buriolestes. Nazwa rodzajowa honoruje właścicieli miejsca typowego, rodzinę Buriol, do nazwiska której dodano greckie słowo ληστής (lestes) oznaczające złodzieja. W obrębie rodziny wyróżniono pojedynczy gatunek, który nazwano Buriolestes schultzi. Epitet gatunkowy upamiętnia paleontologa nazwiskiem Cesar Schultz.